# تعطيل السفر الجوي بعد ثوران إيافيالايوكل 2010

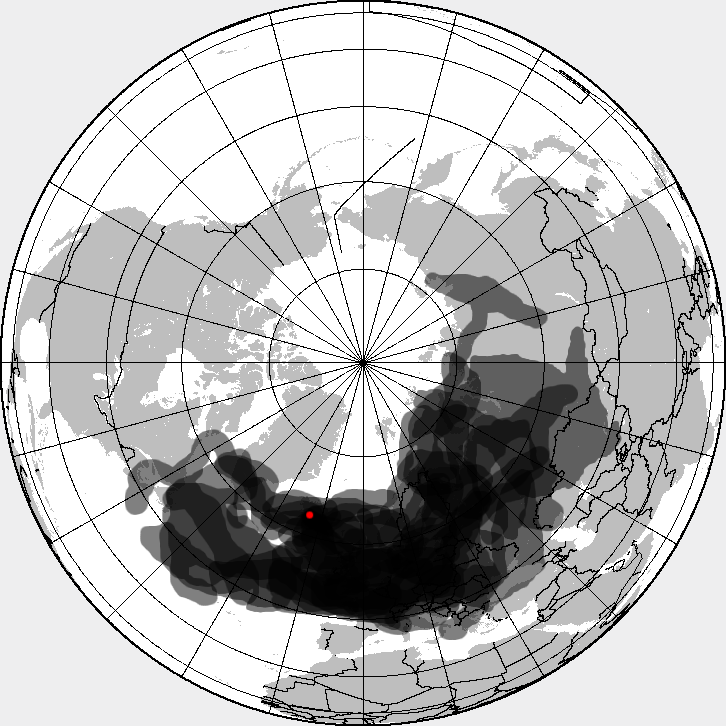
خريطة لسحابة الرماد البركاني (مع بركان إيافيالايوكل باللون الأحمر) تمتد من 14 إلى 25 أبريل 2010، استنادًا إلى بيانات موقع مركز لندن الاستشاري للرماد البركاني (مكتب الأرصاد الجوية، المملكة المتحدة).

استجابةً للمخاوف من أن الرماد البركاني المنبعث من ثوران بركان إيافيالايوكل في أيسلندا عام 2010 قد يتسبب في إتلاف محركات الطائرات، أغلق المجال الجوي المراقب في العديد من الدول الأوروبية أمام حركة المرور الخاضعة لقواعد الطيران الآلي ، مما أدى إلى أكبر إغلاق لحركة المرور الجوي منذ الحرب العالمية الثانية. وتسببت عمليات الإغلاق في تقطع السبل بملايين المسافرين في جميع أنحاء العالم.
أدى ثوران البركان في 14 أبريل  إلى إغلاق متواصل في معظم أنحاء شمال أوروبا من 15 إلى 23 أبريل. ثم إغلاق المجال الجوي بشكل متقطع في أجزاء مختلفة من أوروبا في الأسابيع التالية، مع تتبع مسار سحابة الرماد.
تسببت سحابة الرماد في مزيد من الاضطرابات في عمليات السفر الجوي في:-
اسكتلندا وأيرلندا يومي 4-5 مايو.
إسبانيا والبرتغال وشمال إيطاليا والنمسا وجنوب ألمانيا في 9 مايو. وإغلاق المجال الجوي الأيرلندي والبريطاني مرة أخرى في 16 مايو وإعادة فتحه في 17 مايو.
ثار البركان تحت الجليد. مما أدى إلى تبريد الحمم البركانية بسرعة، وبالتالي تفتيتها إلى جزيئات صغيرة جدًا من الزجاج (السيليكا) والرماد، والتي حملها عمود الرماد البركاني . أرسلت جزيئات الرماد الدقيقة للغاية وبخار مياه ذوبان الجليد سحابة من الرماد الخطرة على الطائرات إلى طبقات الجو العليا. يعتمد وجود وموقع العمود على حالة الثوران والرياح. الكمية الكبيرة من مياه ذوبان الجليد المتدفقة إلى فتحة البركان جعلت هذا الانفجار شديد الانفجار لدرجة أنه قذف سحابة الرماد مباشرة إلى التيار النفاث، والذي كان مستقرًا بشكل غير عادي ويتجه نحو الجنوب الشرقي. ثم انتقلت السحابة بعد ذلك إلى أوروبا.
قدر اتحاد النقل الجوي الدولي (IATA) أن الخطوط الجوية حول العالم ستخسر €148 million (200 million دولار أمريكي، £130 million) يوميًا أثناء السحابة. وذكر اتحاد النقل الجوي الدولي أن إجمالي الخسارة التي تكبدتها الخطوط الجوية بلغت نحو 1.3 مليار يورو (1.1 مليار جنيه إسترليني، 1.7 مليار دولار أمريكي). وقدر اتحاد مشغلي المطارات (AOA) أن المطارات خسرت 80 مليون جنيه إسترليني على مدى ستة أيام ونصف.
تم إلغاء ما يزيد عن 95000 رحلة جوية في جميع أنحاء أوروبا خلال حظر المجال الجوي الذي استمر ستة أيام،  وثم إلغاء 107000 رحلة جوية خلال فترة 8 أيام، وهو ما يمثل 48% من إجمالي حركة المرور الجوي وحوالي 10 ملايين مسافر.

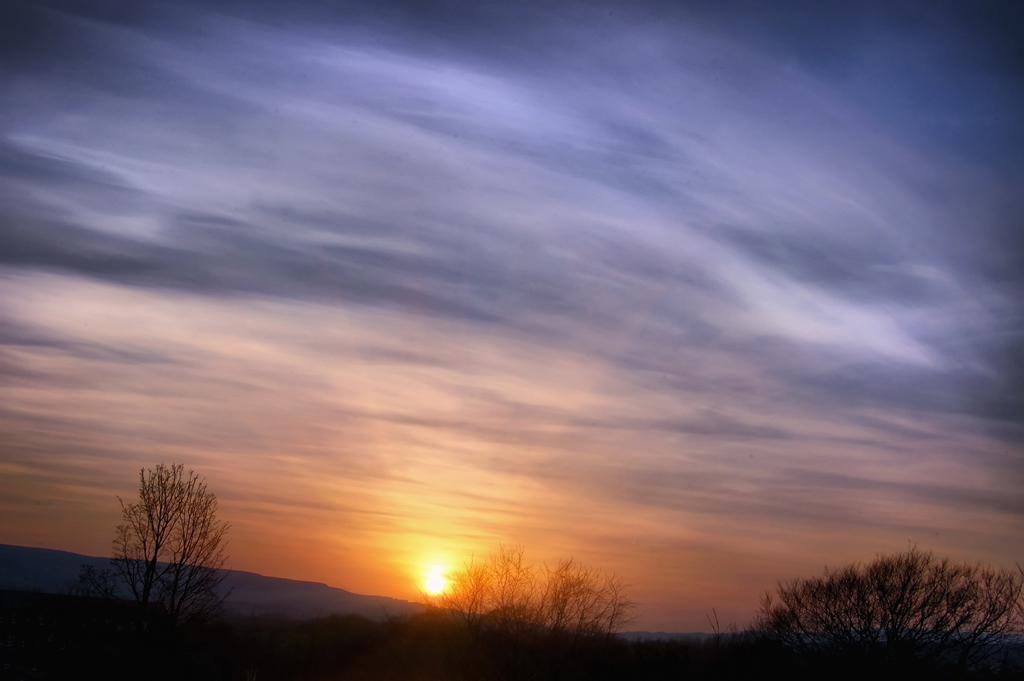
جزيئات الغبار العالقة في الغلاف الجوي تبعثر ضوء الشمس الغاربة، مما يؤدي إلى توليد "خزامى بركانية" مثل هذه فوق مسار الطيران في مطار ليدز برادفورد في إنجلترا أثناء إغلاق الطيران

تولى مركز لندن الاستشاري للرماد البركاني (VAAC) مهمة تزويد هيئات الطيران المدني بمعلومات عن عمود الرماد البركاني عبر نشرات تحذيرية (VAA). واستنادًا إلى هذه المعلومات، اتخذت السلطات قرارات بشأن متى وأين يجب إغلاق المجال الجوي. وأدت قراراتهم إلى إلغاء رحلات جوية حول العالم، ولم يقتصر الأمر على البلدان التي قيدت مجالها الجوي.
في 16 أبريل 2010، تم إلغاء 16000 رحلة ركاب من أصل 28000 رحلة جوية مجدولة يوميًا في أوروبا،
وفي اليوم التالي تم إلغاء 16000 رحلة من أصل 22000 رحلة جوية مجدولة يوميًا. وبحلول 21 أبريل تم إلغاء 95000 رحلة جوية.
قبل ذلك، كانت القيود الأكثر صرامة على السفر الجوي في الآونة الأخيرة هي تلك التي فرضت في أعقاب هجمات 11 سبتمبر 2001 في الولايات المتحدة، عندما توقفت كل حركة المرور الجوي المدني في المجال الجوي الأميركي، لمدة ثلاثة أيام.
صرح البروفيسور بيل ماكجواير من مركز أبحاث أخطار أون بنفيلد في جامعة لندن في 15 أبريل بأن ثوران بركان لاكي الأيسلندي الشهير عام 1783،  إذا تكرر اليوم فإنه سيعطل حركة الطيران في شمالية الكرة الأرضية لمدة ستة أشهر أو أكثر".
آخر مرة ثار فيها بركان إيافيالايوكل كانت في عام 1821، واستمر انبعاث الرماد من البركان لأكثر من عام. وقد توقع علماء الجيوفيزياء في أيسلندا استمرار انبعاث الرماد من البركان بنفس الكمية لعدة أيام أو أسابيع؛ وقال عالم الجيوفيزياء في مكتب الأرصاد الجوية الأيسلندي: "أن تأثير الرماد على حركة السفر يعتمد اتجاه الرياح وحالة الطقس".

## قدرة المحرك النفاث على تحمل جزيئات الرماد
في عام 1982، حلقت رحلة رقم 9 التابعة لشركة الخطوط الجوية البريطانية عبر الرماد البركاني لجبل جالونجونج، جاوة، إندونيسيا، مما تسبب في توقف جميع محركاتها. ثم تمكن الطاقم من إعادة تشغيل جميع المحركات باستثناء محرك واحد وهبطوا اضطراريًا .
وبعد ذلك، تمت إضافة دليل التشغيل، الذي يصف كيفية التعامل مع الرماد البركاني.
في عام 1989، كانت رحلة كيه إل إم رقم 867 في طريقها إلى أنكوريج ، ألاسكا محلقة بطائرة بوينج 747-400 عبر الرماد البركاني من جبل ريداوبت مما تسبب في توقف جميع المحركات الأربعة. ثم تمكن الطاقم من إعادة تشغيل محركي الجناح الأيسر وهبطوا اضطراريًا في مطار تيد ستيفنز أنكوراج الدولي .
كانت السلطات الأيسلندية تحذر شركات الطيران منذ عدة سنوات، مطالبة إياها بتحديد كثافة الرماد الآمن لمحركات طائراتها.
وقبل ثوران البركان في أبريل 2010، لم يكن مصنعو محركات الطائرات قد حددوا بعد كثافة الرماد الآمن للمحركات.
وكان النهج العام الذي اتبعته الجهات المنظمة للمجال الجوي هو أنه إذا ارتفع تركيز الرماد فوق الصفر، فإن المجال الجوي يُعتبر غير آمن وبالتالي يغلق.
تسبب ثوران بركان إيافيالايوكل في أبريل في صعوبات اقتصادية أجبرت مصنعي الطائرات على وضع حدود مقبولة لكمية الرماد التي يمتصها محرك الطائرة النفاثة دون ضرر.
في 21 أبريل، وضعت هيئة الطيران المدني في المملكة المتحدة، بالتعاون مع مصنعي المحركات، إرشادات جديدة  سمحت للطائرات بالتحليق عندما تكون مستويات الرماد البركاني بين 200 و2000 ميكروجرام (2 مليجرام) من الرماد لكل متر مكعب. وأعلنت الحكومات ومصنعو الطائرات وشركات الطيران أن هذه المستويات لا تشكل أي خطر إذا اتبعت إجراءات الصيانة المناسبة.
واعتبارًا من ظهر يوم 18 مايو، قامت هيئة الطيران المدني في المملكة المتحدة بزيادة الحد الآمن إلى 4 مليجرام لكل متر مكعب. وصنف أي مجال جوي تتجاوز فيه كثافة الرماد هذا الحد على أنه مجال جوي محظور .
ولتقليل مستوى الاضطراب الإضافي الذي قد يسببه هذا الانفجار البركاني وغيره، أعلنت هيئة الطيران المدني في المملكة المتحدة عن إنشاء فئة جديدة من المجال الجوي تسمى المنطقة المحدودة زمنياً (TLZ)، حيث يصنف على أنه يشبه المجال الجوي ذي الطقس القاسي من حيث أنه من المتوقع أن تكون القيود قصيرة المدة؛ ومع ذلك، فإن الاختلاف الرئيسي مع المجال الجوي TLZ هو أن شركات الطيران يجب أن تنتج شهادات الامتثال حتى تتمكن طائراتها من دخول هذه المناطق.
كانت شركة فلاي بي أول شركة طيران تلتزم بهذه اللوائح، وسُمح لطائراتها بدخول المجال الجوي الذي كثافة الرماد فيه بين 2-4 ملغ لكل متر مكعب.

## قيود المجال الجوي في أوروبا

إغلاق المجال الجوي بالكامل (باللون الأحمر) وجزئيًا (باللون البرتقالي) أمام حركة الطيران الآلي في 18 أبريل 2010

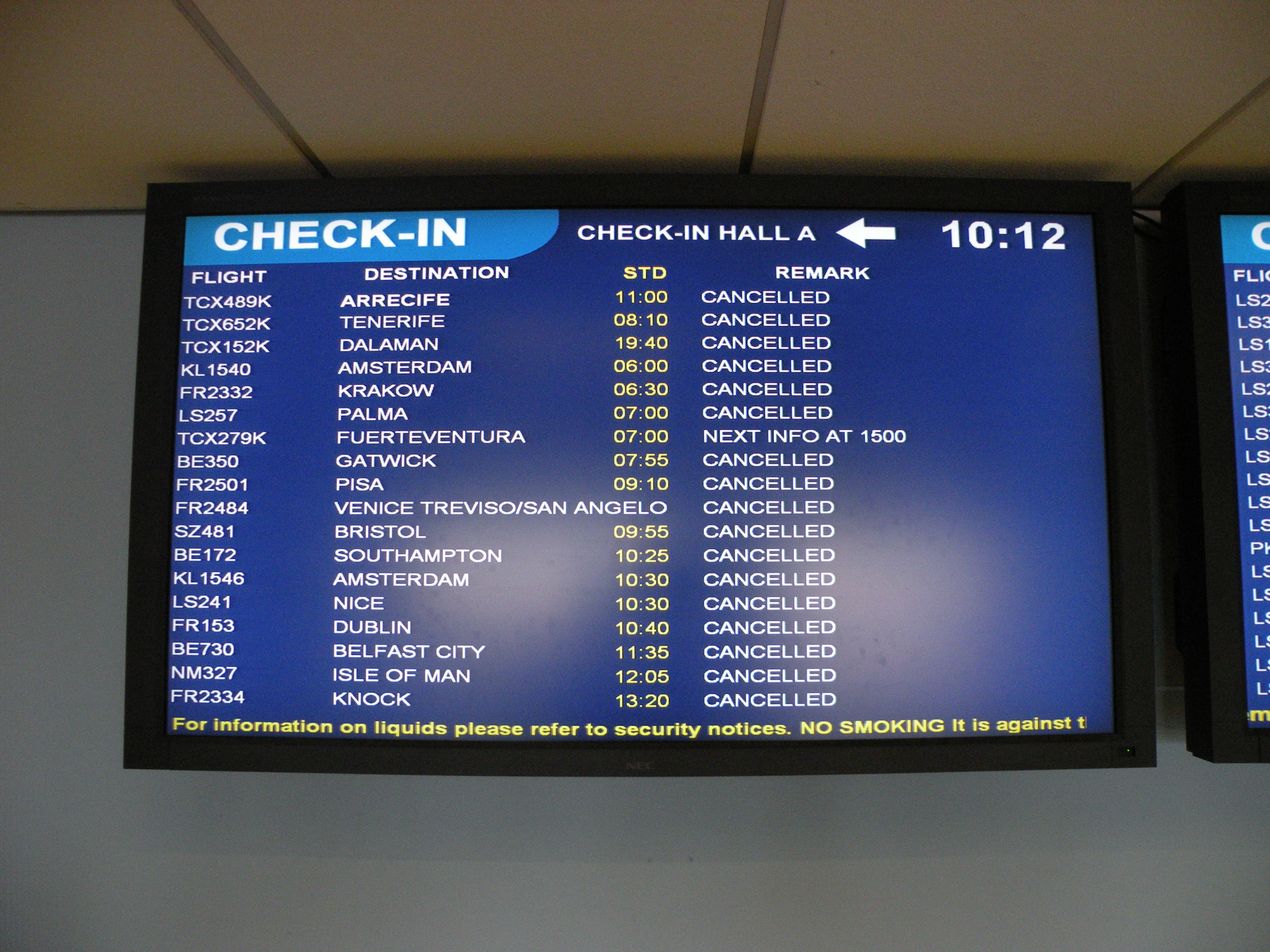
اضطرابات في حركة الطيران في مطار ليدز برادفورد الدولي أثناء الانفجارات.

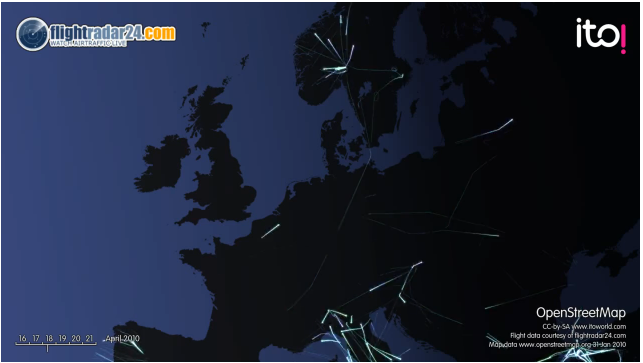
بعض الرحلات الجوية من أوسلو تعمل فوق إيطاليا بحلول صباح يوم 18 أبريل 2010.

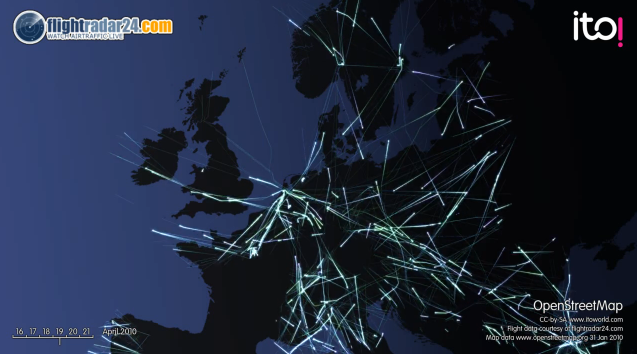
عودة الرحلات الجوية إلى معظم دول أوروبا القارية في 19 أبريل 2010. يرجى ملاحظة أنه لا تتوفر بيانات لمعظم فرنسا وبعض المناطق الأخرى.

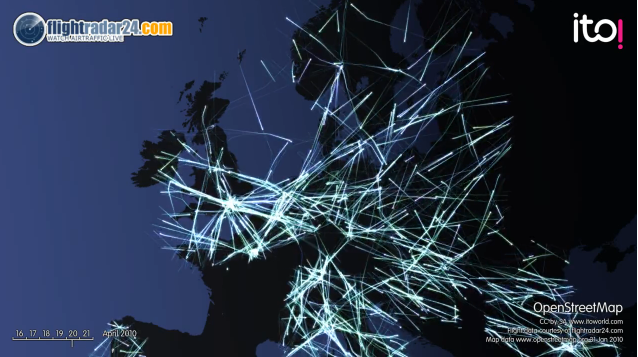
يبدو أن الرحلات الجوية ستنطلق إلى كافة أنحاء أوروبا في 20 أبريل 2010. لا تتوفر بيانات عن معظم فرنسا وبعض المناطق الأخرى.

بموجب اللوائح الدولية، تعمل جميع رحلات الركاب المجدولة بقواعد الطيران الآلي (IFR) والتي تتطلب الحصول على تصريح من المراقبة الجوية.
واعتبارًا من 14 أبريل فصاعدًا، أغلق المجال الجوي المراقب في العديد من البلدان الأوروبية ولم يتم منح أي تصاريح للطيران الآلي.[بحاجة لمصدر]
لم يتعرض المجال الجوي لأيسلندا لأي اضطرابات تذكر خلال هذه الفترة (رغم أن التغيير في اتجاه الرياح في 23 أبريل تسبب في إغلاق المطار الرئيسي).[بحاجة لمصدر]
في 23 أبريل، رفعت القيود في معظم أنحاء أوروبا من خلال تقديم إرشادات جديدة بشأن كثافة الرماد البركاني. بعد ذلك، كانت هناك إغلاقات متفرقة من وقت لآخر، وخاصةً في المملكة المتحدة وأيرلندا وأيسلندا، ولم يكن هناك إغلاق شامل.

## الاضطرابات في كندا
شهدت كل دولة بها مطار دولي بعض الاضطرابات بسبب إلغاء الرحلات الجوية من وإلى أوروبا. وكانت كندا هي الدولة الوحيدة خارج أوروبا التي ألغت الرحلات الجوية بسبب خطر سحب الرماد في مجالها الجوي.
لم يغلق المجال الجوي الكندي بسبب الرماد البركاني. رغم أن خريطة مكتب الأرصاد الجوية في المملكة المتحدة بتاريخ 21 أبريل تُظهر أن سحابة الرماد وصلت إلى لابرادور ونيوفندلاند والمقاطعات البحرية وشرق كيبك وخليج سانت لورنس ، إلا أنه كان من المتوقع أن تكون التركيزات متفرقة.
في 19 أبريل، أدى الضباب الكثيف، وتحذير وزارة النقل الكندية ووزارة الملاحة الكندية من خطر بنسبة 30% من وصول الرماد البركاني إلى سانت جونز إلى إلغاء العديد من الرحلات الجوية التي ستغادر مطار سانت جونز الدولي وجاندر وبحيرة دير.
وبسبب الضباب الكثيف، كان من غير الواضح إذا كانت سحابة الرماد هى السبب وراء الإلغاءات والتأخيرات في نيوفندلاند، وعادت معظم الرحلات الجوية إلى جدولها الطبيعي خلال اليوم.
وصرحت شركة طيران كندا أن رحلاتها تعرضت لبعض التأخيرات بسبب سوء الأحوال الجوية، لا بسبب سحابة الرماد.
في 20 أبريل، ألغيت رحلتان تابعتان لشركة طيران كندا جاز بين جزر ماجدلين ومدينة كيبك بسبب الرماد فوق مطار ميشيل بوليو غاسبي.

## ١محاولات إعادة فتح المجال الجوي

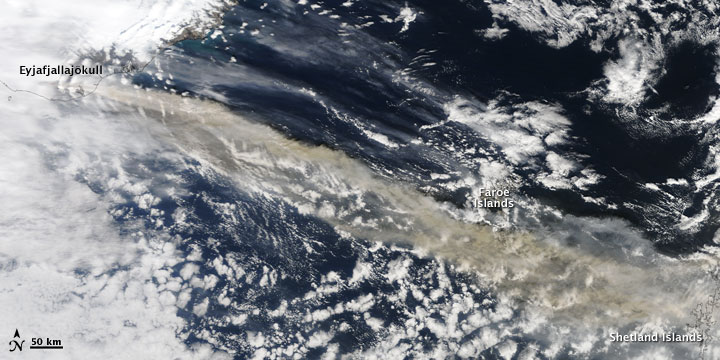
سحابة من الرماد تهب عبر شمال المحيط الأطلسي في 15 أبريل.

بدأت أغلب المجالات الجوية الإغلاق من 15 أبريل. وفي الأيام التالية كانت هناك فترات قصيرة خالية من السحابة في مواقع مختلفة استغلت لإجراء بعض تحركات الطائرات، ورحلات تجريبية، وتزايدت الضغوط لإعادة تقييم معايير المستويات الآمنة للرماد الذي يمكن الطيران خلاله.
في 16 أبريل، سمحت فترة توقف مدتها 30 دقيقة في مانشستر بهبوط طائرتين، ونقل طائرة واحدة إلى فلوريدا فارغة (لعدم وجود وقت كاف لصعود الركاب للطائرة).
في غلاسكو، أقلعت رحلة تابعة لشركة طيران ترانسات إلى تورونتو، وهبطت رحلة تابعة لشركة الخطوط الجوية البريطانية من نيويورك، ورحلة تابعة لشركة توماس كوك من أورلاندو ورحلات تابعة لشركة طيران آيسلندا من كيفلافيك.
في 17 أبريل، ادعى رئيس شركة طيران برلين الألمانية، في مقابلة مع صحيفة بيلد أم سونتاغ، أن المخاطر على الرحلات الجوية بسبب الرماد البركاني غير موجودة، لأن التقييم كان يعتمد فقط على محاكاة كمبيوترية أنتجها مركز تقييم المخاطر البركانية. وواصل ادعائه بأن القوات الجوية الألمانية أغلقت مجالها الجوي دون التحقق من دقة هذه المحاكاة.
صرح المتحدثون باسم لوفتهانزا والخطوط الجوية الملكية الهولندية أنه خلال رحلاتهم التجريبية المطلوبة من قبل الاتحاد الأوروبي، لم تواجه الطائرة أي مشاكل.
في صباح يوم 17 أبريل، قامت شركة لوفتهانزا بنقل 10 طائرات من ميونخ إلى فرانكفورت على ارتفاع منخفض وفقًا لقواعد الطيران البصري. ولم تبلغ عن أي مشاكل أو علامات تشير إلى حدوث أضرار للطائرات.
وفي نفس اليوم، حاولت طائرة إيرباص التابعة لشركة أورال للطيران التحليق فوق سحب الرماد من موسكو إلى ريميني، وعندما كانت الطائرة في المجال الجوي النمساوي، أفاد الطاقم أن الوقود كان منخفضًا وتم تحويل مسار الطائرة إلى فيينا ، حيث هبطت الطائرة بسلام.
في صباح يوم 18 أبريل، نفذت شركة الخطوط الجوية الملكية الهولندية (KLM)رحلة تجريبية من أمستردام إلى دوسلدورف دون أي مشاكل. ثم عادت سبع طائرات تابعة لشركة KLM بدون ركاب من دوسلدورف إلى أمستردام. كما قامت الخطوط الجوية الفرنسية برحلة تجريبية من باريس إلى تولوز.
في مساء يوم 18 أبريل، فتح المجال الجوي الألماني جزئيًا لمدة 3 ساعات مما سمح لطائرة تقل سياحًا عالقين قادمة من فارو بالبرتغال بالهبوط في هانوفر.
صرح نائب رئيس نقابة الطيارين الهولنديين "نحن نطلب من السلطات أن تنظر جيدًا للوضع، لأن السلامة بنسبة 100% غير موجودة"، وتابع السيد فيرهاجن. "من السهل إغلاق المجال الجوي لأنه حينها يكون آمنًا تمامًا، ولكن في وقت ما يتعين عليك استئناف الرحلات الجوية." 
في بعد ظهر يوم 19 أبريل، حصلت شركتا الطيران الألمانيتان لوفتهانزا، وإير برلين على إذن لبعض الرحلات الجوية من وإلى المطارات الألمانية طبقًا لقواعد الطيران المرئي.
بدأت شركة لوفتهانزا في إرسال طائرات إلى وجهات بعيدة من أجل إعادة المسافرين العالقين لاحقًا في نفس اليوم.
في نهاية يوم 19 أبريل، وبداية يوم 20 أبريل، سُمح لبعض الرحلات الجوية بالإقلاع في شمال أوروبا، مثل اسكتلندا وشمال إنجلترا، ولكن مطار مانشستر، الذي كان من المقرر افتتاحه في 20 أبريل، ظل مغلقًا بسبب سحابة رماد جديدة.
أعلنت هيئة الطيران المدني أنه سيسمح لجميع المطارات في المملكة المتحدة بالفتح من الساعة 22:00 في يوم 20 أبريل.
وكانت هناك 26 رحلة طويلة المدى تابعة للخطوط الجوية البريطانية في الجو، وتطلب الإذن بالهبوط.
بحلول 20،21 أبريل، أعلنت عدة شركات طيران عن استئناف رحلاتها تديجيًا، وبدأت بنشر قوائم بالرحلات المقرر تشغيلها خلال يوم واحد.
أعلنت شركة لوفتهانزا في الساعة 15:30 يوم 21 أبريل، عن استئناف رحلاتها الطبيعية من 22 أبريل، مؤكدةً على موثوقيتها المعتادة.

## المسافرون العالقون
تسبب إغلاق المجال الجوي بتعطيل 5 مليون مسافر حول العالم، منهم حوالى مليون بريطاني وفقًا لـ ABTA. وتأثر الآلاف من المسافرين في آسيا،  والولايات المتحدة، وأستراليا.
وتجاوز هذا الاضطراب حجم الاضطرابات التي حدثت بعد هجمات 11 سبتمبر، على سبيل المثال:
- أثر الاضطراب على مدارس المملكة المتحدة لأنه جاء في نهاية عطلة عيد الفصح وبالتالي العديد من التلاميذ والمعلمين من بين المسافرين العالقين.[51]
- كان سياح السويد، والنرويج الذين يزورون مايوركا، أو جزر الكناري، أو قبرص، أو مصر يسافرون جواً إلى برشلونة، أو أثينا ثم العودة إلى بلادهم بالحافلة[52] (مسافة إجمالية ≈ 3,400 كيلومتر (2,100 ميل) من أثينا إلى أوسلو بالطريق البري يستغرق يومين ونصف دون توقف).[53]
- علق حوالى 600 طالب مكسيكي من المرحلة الإعدادية، كانوا قد شاركوا في مسابقة في إنجلترا للطلاب الأجانب وكان من المقرر أن يعودوا إلى ديارهم في 18 أبريل، لمدة أسبوع تقريبًا. وعاد بعضهم إلى المكسيك في 21 أبريل، وبحلول 24 أبريل كان قد عادوا كلهم إلى ديارهم.

لم يمنح المسافرون العالقون بالضرورة الأولوية على المسافرين الجدد في رحلات العودة، وأبلغت الخطوط الجوية البريطانية ركابها في الهند والصين أن أي مقاعد شاغرة تباع في السوق المفتوحة، ونصحتهم بشراء تذاكر جديدة وطلب تعويض عند العودة.
وعاني بعض المسافرين من مشاكل مع تأشيراتهم بعد وصولهم إلى وجهاتهم بشكل غير متوقع:
- في مطار بروكسل الدولي، لم يتمكن 200 مسافر من بنغلاديش من مغادرة المبنى بدون تأشيرة.
- اضطر ركاب رحلة طيران الهند المتجهةمن كلكتا إلى لندن إلى تغيير مسارهم إلىفرانكفورت، حيث لم يغادروا المطار للبحث عن سكن لعدم حيازتهم تأشيرات دخول ألمانيا.[55]
- واجهت مجموعة من الركاب القادمين من المملكة المتحدة خطر الاعتقال في دلهي لانتهاكهم قوانين الهجرة، وذلك بسبب مغادرتهم المطار بدون تأشيرات.[56]

في 17 أبريل، أعلنت وكالة الحدود البريطانية أنها سمنح تسهيلات للمسافرين الذين لم يتمكنوا من مغادرة المملكة المتحدة وانتهت صلاحية تأشيراتهم، بشرط تقديم دليل على حجوزات السفر أثناء فترة اضطراب السفر الجوي.
كما سهلت بيلاروس وصربيا وفنلندا وروسيا إجراءات التأشيرة للمسافرين المتأثرين.

### وسائل المواصلات البديلة

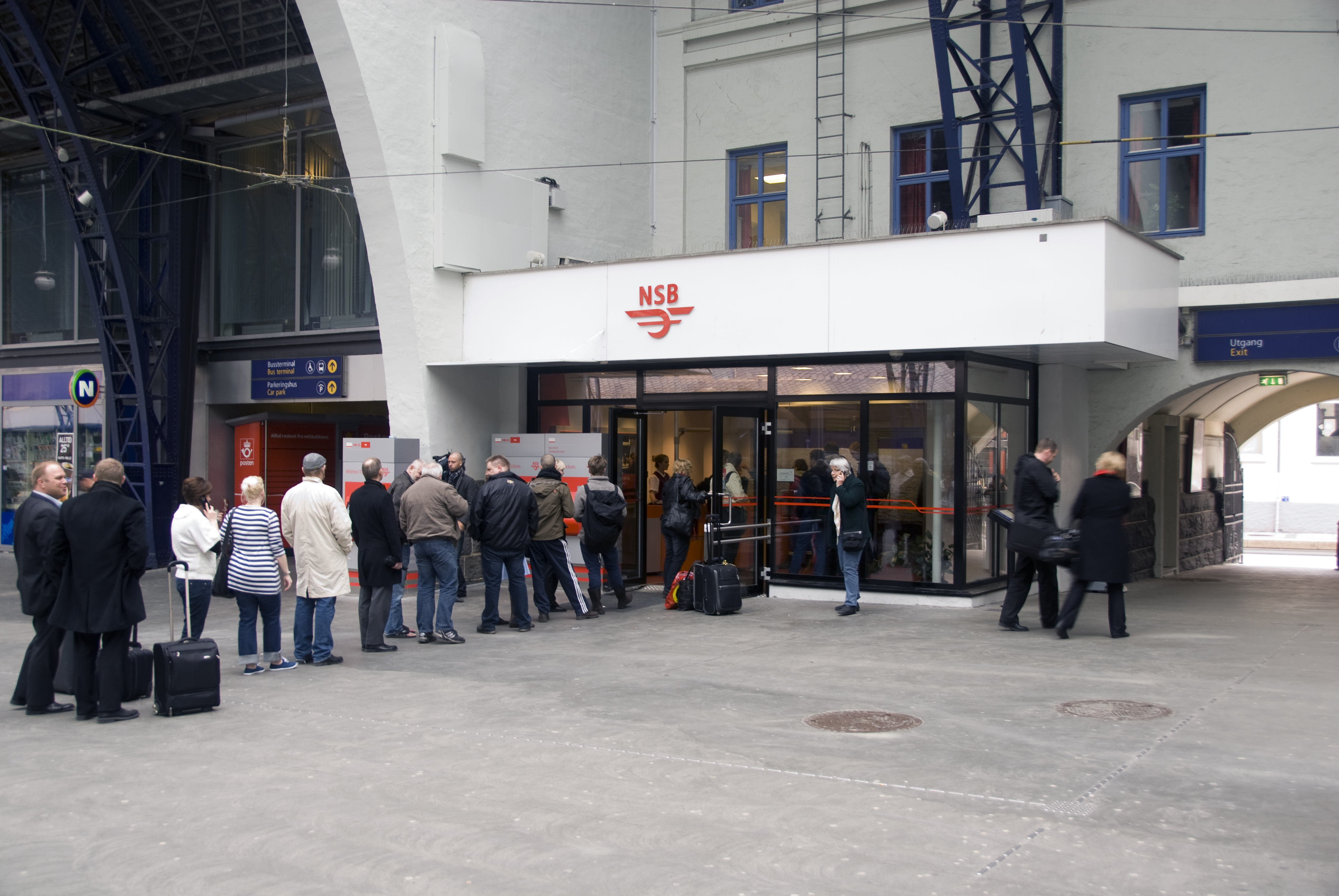
طابور في محطة بيرغن حيث ينتظر المسافرون شراء تذاكر القطار من السكك الحديدية الحكومية النرويجية

واضطر المسافرون المتجهون إلى بلدان أغلقت مجالها الجوي إلى استخدام وسائل نقل أخرى، أو عبر المطارات التي لا تزال مفتوحة في البرتغال والمغرب وتركيا. وعند وصولهم إلى أوروبا، يساخدمون القطار أو الطريق البري.
استأجر الناس الحافلات والسيارات وسيارات الأجرة في حين أفادت شركات القطارات بزيادة كبيرة في أعداد الركاب. حيث كانت قطارات الركاب يوروستار محجوزة بالكامل، وكانت قطارات يوروتانيل التي تحمل السيارات وتمر عبر نفق المانش مزدحمة للغاية.
تفاقمت أوضاع السفر في فرنسا بسبب الإضرابات السكك الحديدية المستمرة التي أثرت على القطارات لمسافة طويلة.
استخدمت مواقع الويب مثل تويتر وفيسبوك ومواقع أخرى مثل Roadsharing، لوضع خطط سفر بديلة تتضمن القوارب والسفن والقطارات والسيارات وغيرها، بالإضافة إلى محاولة العثور على غرف لقضاء الليل في المدن التي علق بها المسافرون.
وكبديل لاجتماعات العمل وجهاً لوجه، استخدمت تقنية التهاتف المرئي من قبل الاتحاد الأوروبي والحكومات والشركات.
وعانى العديد من المسافرين خاصةً العالقين تكاليف باهظة وغير متوقعة للسفر والإقامة غير المتوقعة في ظل ندرة الموارد. وغطت بعض شركات الطيران وشركات التأمين على السفر بعض هذه التكاليف، رغم وجود العديد من النزاعات حول عملية الدفع.[بحاجة لمصدر]
تكبد بعض الأشخاص أجور سيارات أجرة باهظة لمسافات طويلة، مثل الممثل الإنجليزي جون كليز، الذي استقل سيارة أجرة من أوسلو إلى بروكسل مقابل 3000 يورو.
في 18 أبريل 2010، أعلنت حكومة المملكة المتحدة عن رحلات جوية للهبوط والإقلاع في إسبانيا، ونقل الركاب عن طريق البحر إلى المملكة المتحدة.
في 19 أبريل، قررت لجنة الاستجابة للأزمات التابعة لمجلس الوزراء (كوبرا) استخدام سفن البحرية الملكية لإعادة المسافرين البريطانيين العالقين، في عملية كانينغهام. تم نشر سفن HMS Ark Royal وHMS Ocean وHMS Albion، ولكن الأخيرة كانت تساعد مباشرةً في عملية الإعادة إلى الوطن.
أعلنت شركة كونارد لاين أن عدد المكالمات التي تتلقاها للاستفسار عن حجز مقعد على متن عابرة المحيط المنتظمة آر إم إس كوين ماري 2 من قبل المسافرين العالقين، قد تضاعف ثلاث مرات منذ 16 أبريل.

## الطيران العسكري
في 15 أبريل، حلقت 5 طائرات من طراز إف/إيه-18 هورنت التابعة للقوات الجوية الفنلندية أثناء تدريبها فوق سحابة الرماد في شمال فنلندا. عثر على رماد بركاني في محركات 3 طائرات، وأضرار واسعة النطاق بسبب رواسب الزجاج المنصهر داخل غرفة الاحتراق في أحد المحركات.
أرسلت المحركات للتفكيك والإصلاح. ونتيجة لذلك، ألغيت جميع الرحلات العسكرية غير الضرورية باستثناء رحلات تحديد الهوية لفرض سيادة المجال الجوي.
كانت طائرة التدريب بي آيه إي هوك مزودة بمعدات خاصة لجمع عينات الرماد البركاني تنطلق من السرب 41 في كاوهافا. حتى الرحلات التجريبية القصيرة بطائرة إف-18 كشفت عن أضرار في المحرك كافية لتدميره.
في 19 أبريل، أفاد حلف شمال الأطلسي بالعثور على زجاج منصهر في محركات طائرة إف-16 واحدة على الأقل، نتيجة التحليق عبر سحابة الرماد، مما قلل التدريبات العسكرية الأمريكية.
ألغيت رحلات سلاح الجو الملكي إلى مستشفى سيلي أوك في برمنغهام، ودرست وزارة دفاع المملكة المتحدة إمكانية نقل الضحايا البريطانيين في الحرب الأفغانية إلى دول التحالف.
في 23 أبريل، أُعلنت رحلات التدريب التابعة للقوات الجوية الملكية البريطانية قد علقت نتيجة الأضرار التي لحقت بمحركات طائرات يوروفايتر تايفون بسبب الرماد البركاني.

## آثار الاضطراب
أدى الاضطراب إلى دمج أنظمة مراقبة الحركة الجوية الوطنية في السماء الأوروبية وإنشاء مجموعة تنسيق الأزمات للتعامل مع اضطرابات النقل المستقبلية.
أثر الرماد بشكل غير مباشر على العديد من الفعاليات الثقافية والرياضية لأن المشاركين لم يتمكنوا من الحضور، إضافةً إلى جنازة الرئيس البولندي ليخ كاتشينسكي في كراكوف في 18 أبريل 2010. وكان من المقرر أن يحضر الجنازة 69 رئيسًا ورئيس وزراء. ولم يتمكن ما يقرب من نصفهم من السفر إلى بولندا، ومنهم باراك أوباما، وأنغيلا ميركل، وخوسيه ثباتيرو، وستيفن هاربر، ونيكولا ساركوزي.
حقق ذلك بعض الفوائد البيئية الناتجة عن تقليل حوالى 1.3-2.8 مليون طن من انبعاثات ثاني أكسيد الكربون.
شهدت سلاسل التوريد العالمية اضطرابات واسعة، مما دفع إلى نقاشات حول ضرورة تعزيز مرونة هذه السلاسل.

## خرائط سحب الرماد
تظهر الخرائط التي بها البركان باللون الأحمر، مسار تقدم سحابة الرماد خلال فترة الاضطراب.

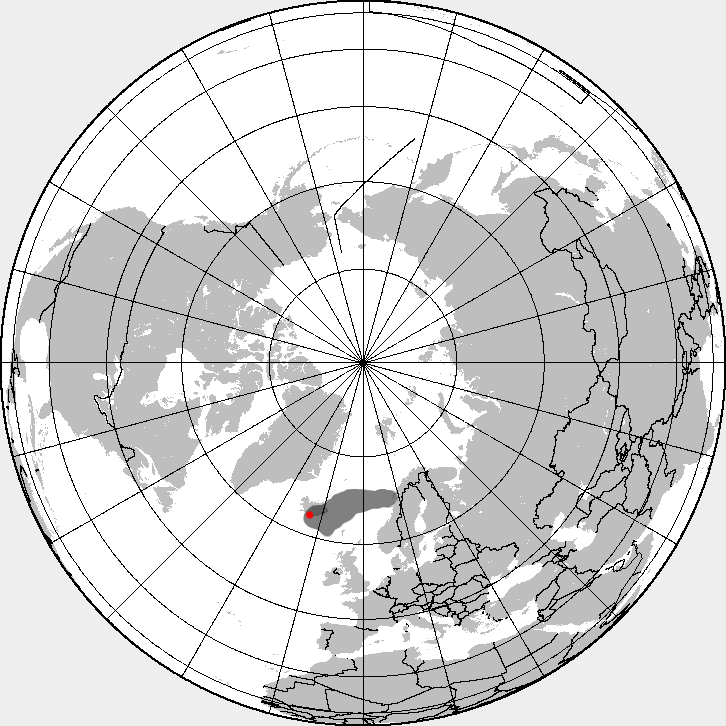
تصوير لسحابة الرماد المقدرة في الساعة 18:00 بالتوقيت العالمي المنسق في 14 أبريل 2010.
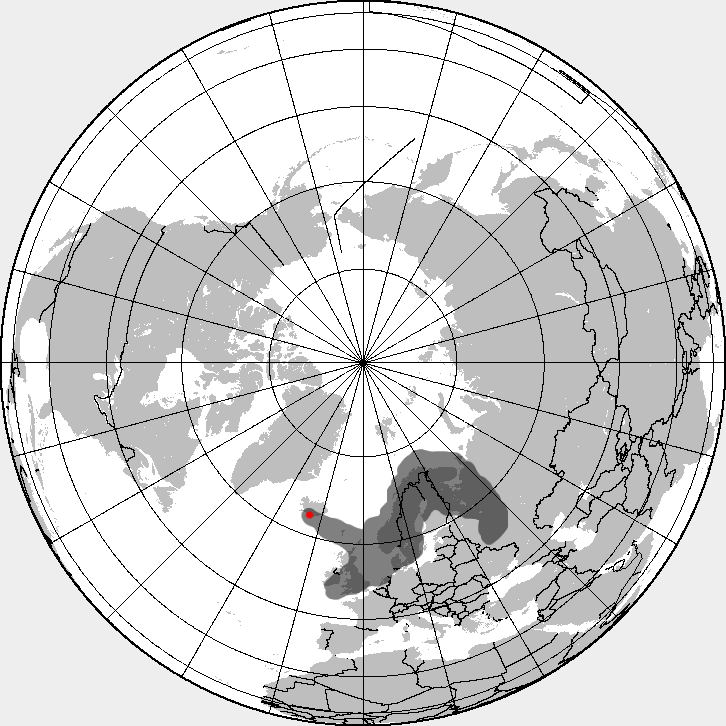
تصوير لسحابة الرماد المقدرة في الساعة 18:00 بالتوقيت العالمي المنسق في 15 أبريل 2010.
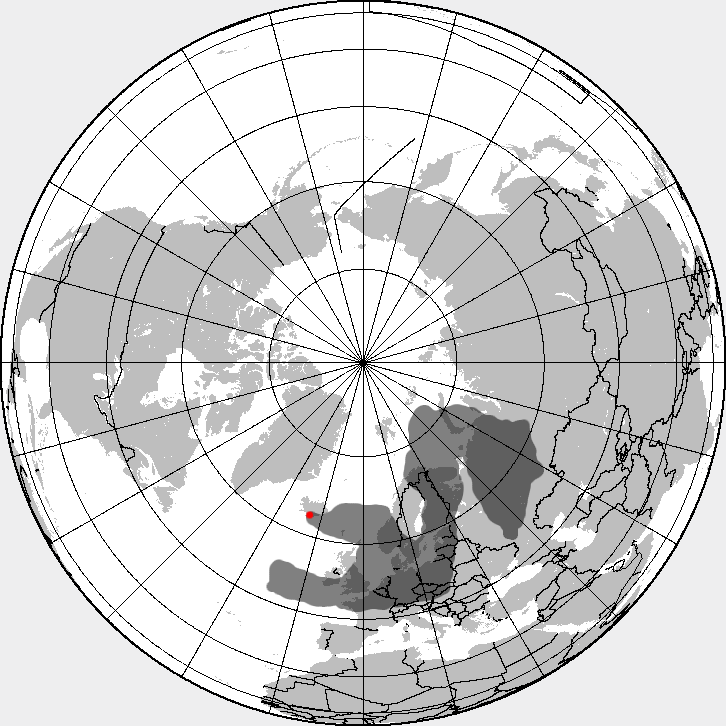
تصوير لسحابة الرماد المقدرة في الساعة 18:00 بالتوقيت العالمي المنسق في 16 أبريل 2010.
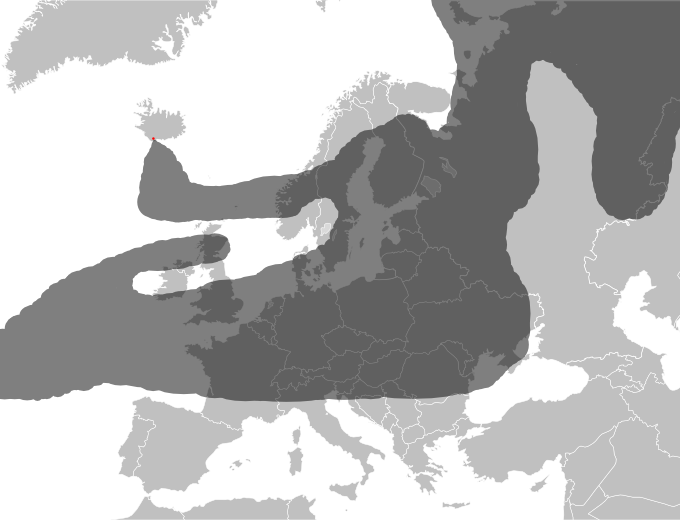
تصوير لسحابة الرماد المقدرة في الساعة 18:00 بالتوقيت العالمي المنسق في 17 أبريل 2010.
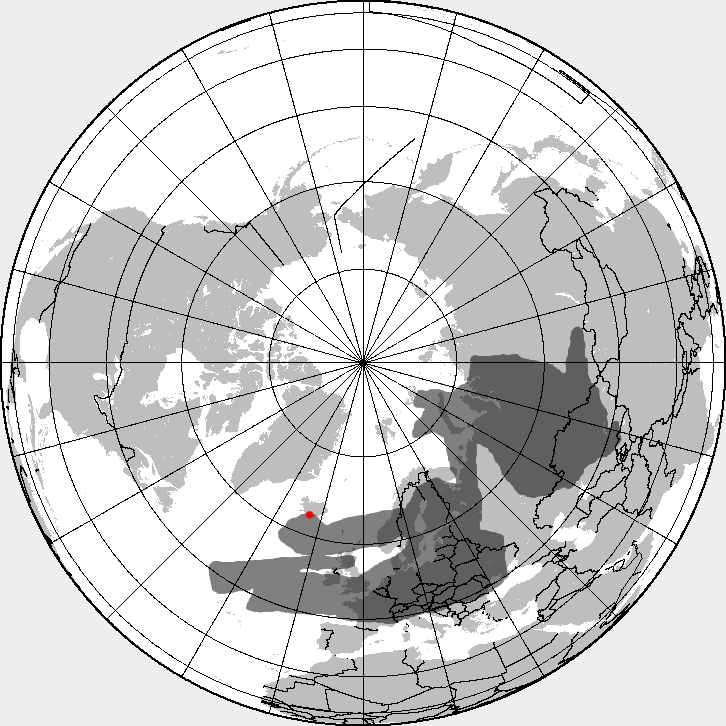
تصوير تقريبي لسحابة الرماد في الساعة 18:00 بتوقيت UTC في 17 أبريل 2010.
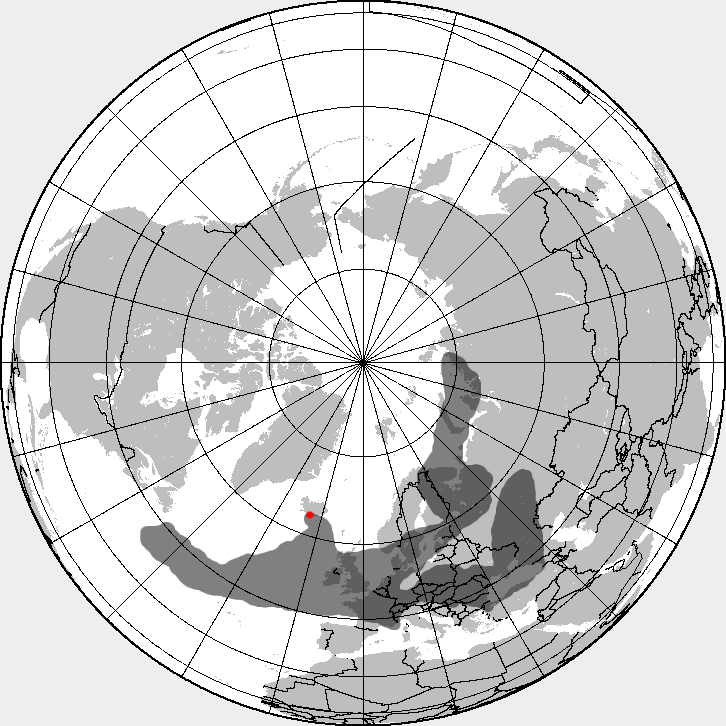
تصوير تقريبي لسحابة الرماد في الساعة 18:00 بتوقيت UTC في 18 أبريل 2010.
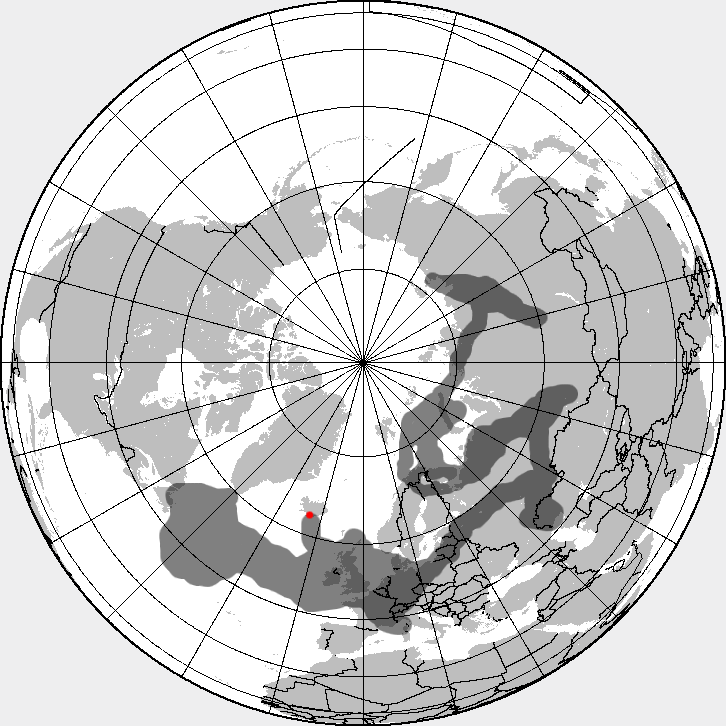
تصوير تقريبي لسحابة الرماد في الساعة 18:00 بتوقيت UTC في 19 أبريل 2010.
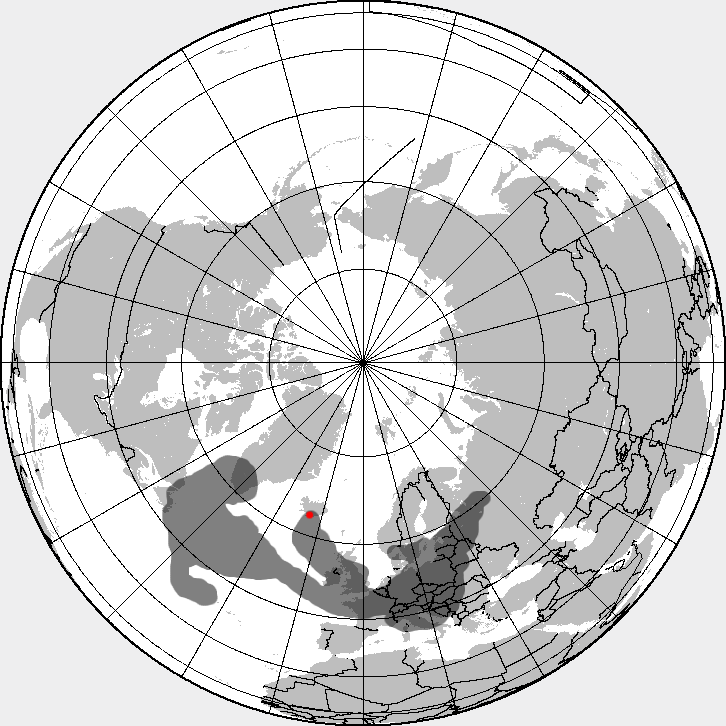
تصوير تقريبي لسحابة الرماد في الساعة 18:00 بتوقيت UTC في 20 أبريل 2010.
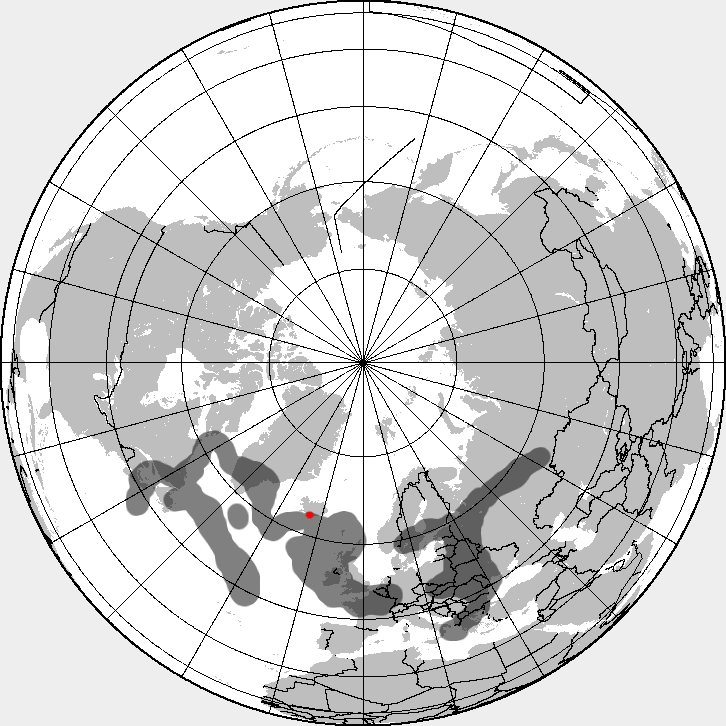
تصوير تقريبي لسحابة الرماد في الساعة 18:00 بتوقيت UTC في 21 أبريل 2010.
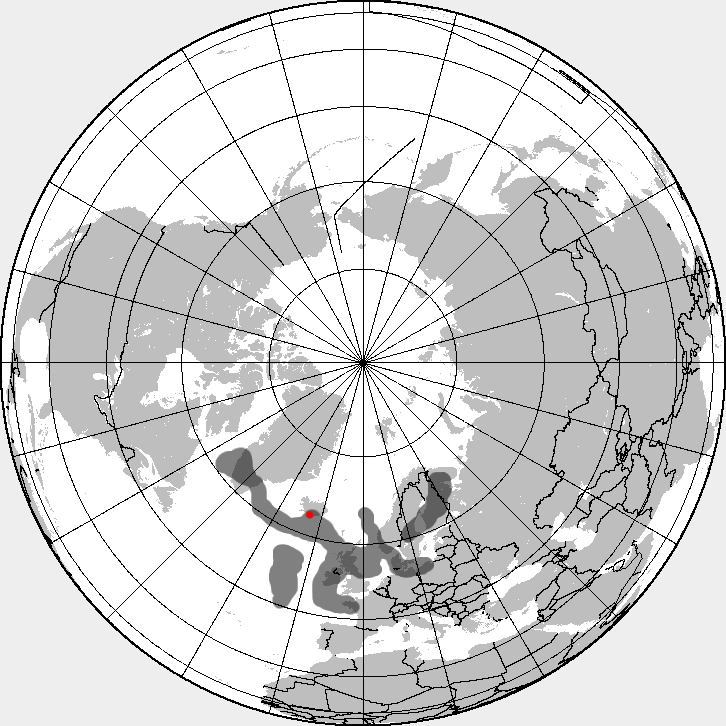
تصوير تقريبي لسحابة الرماد في الساعة 18:00 بتوقيت UTC في 22 أبريل 2010.
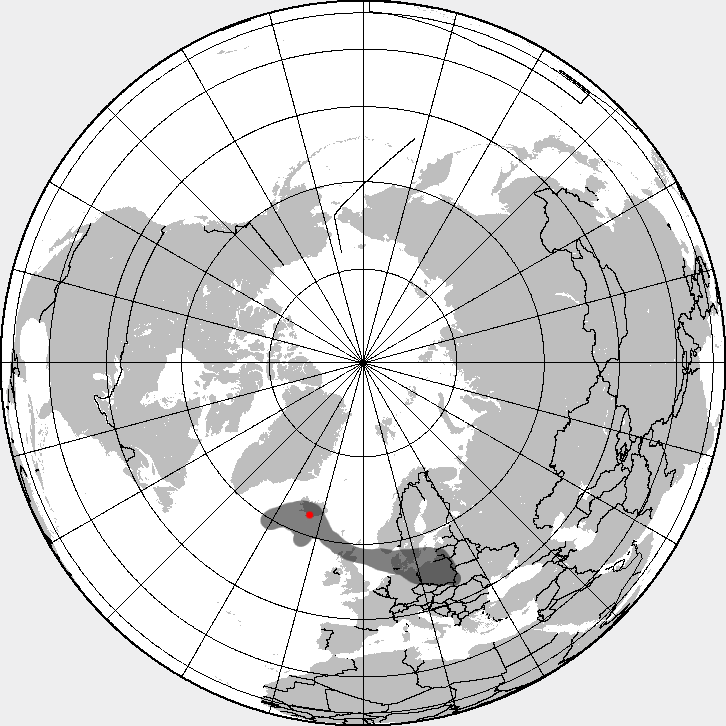
تصوير تقريبي لسحابة الرماد في الساعة 18:00 بتوقيت UTC في 23 أبريل 2010.
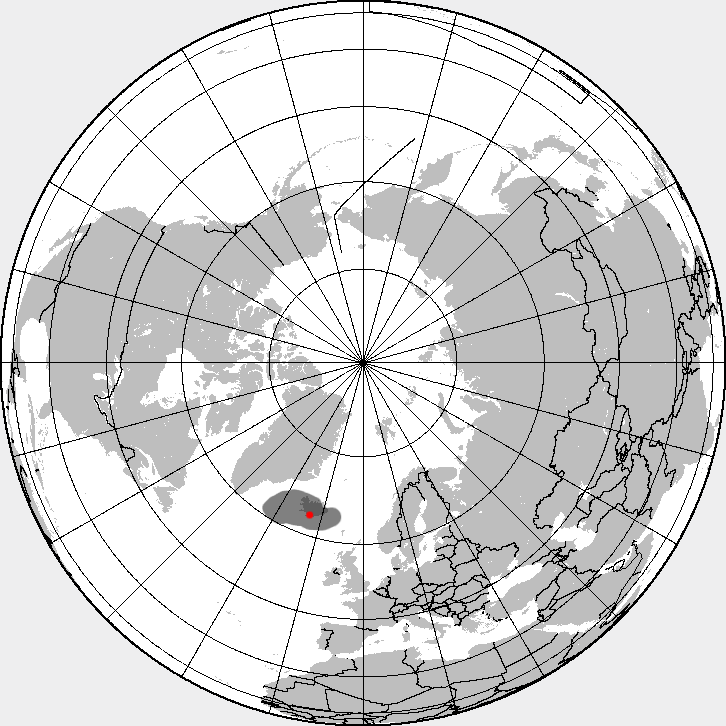
تصوير تقريبي لسحابة الرماد في الساعة 18:00 بتوقيت UTC في 24 أبريل 2010.
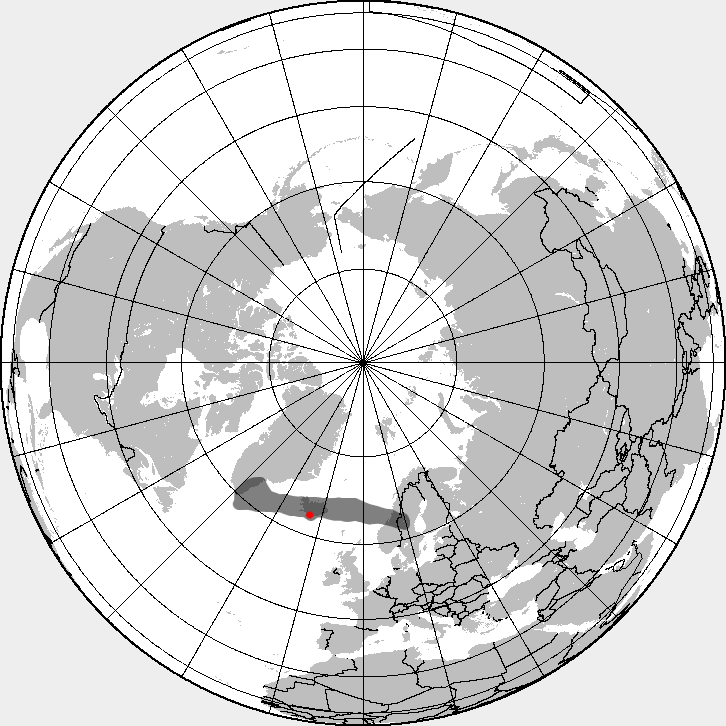
تصوير تقريبي لسحابة الرماد في الساعة 18:00 بتوقيت UTC في 25 أبريل 2010.
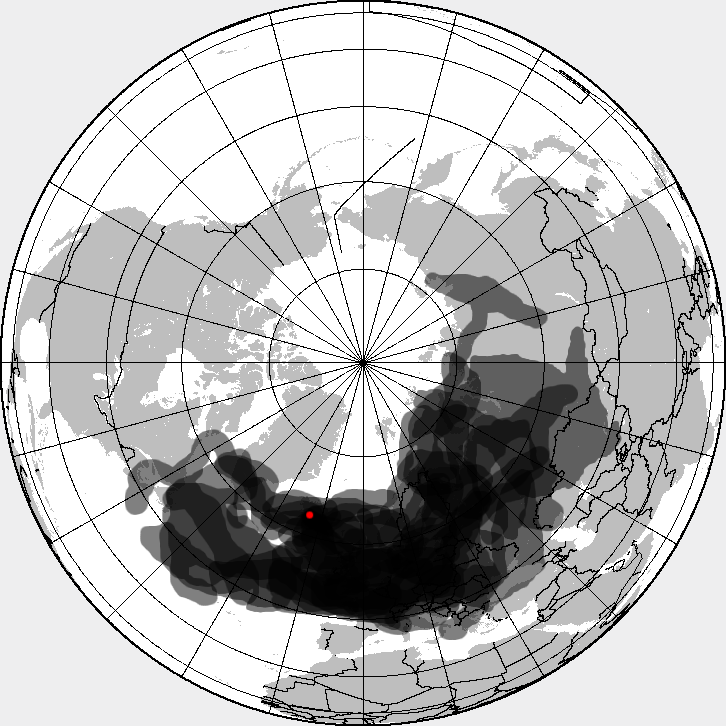
خريطة مركبة تغطي الفترة من 14 إلى 25 أبريل 2010

قالب:2010 Eyjafjallajökull eruptions